# Xanthorhoe helias
Xanthorhoe helias är en fjärilsart som beskrevs av Edward Meyrick 1883. Xanthorhoe helias ingår i släktet Xanthorhoe och familjen mätare. Inga underarter finns listade i Catalogue of Life.